# Vermund le Sage
Vermund Vitri Froðasson (né vers 369 à Lejre et mort vers 390), plus connu sous le nom de Vermund le Sage, est un roi légendaire du Danemark du IVe siècle.
Issu de la dynastie des Skjöldungs, il est le fils de Froði II.

## Biographie
Vermund règne sur les terres de Hleithra, du Jutland du Nord et de Lejre,. Il n'existe que très peu de sources concernant son règne (il est cité dans le Hversu Noregr byggdist ou encore par l'historien Saxo Grammaticus dans son Geste des Danois).
Son ancêtre en ligne directe, Fridleif Skjöldsson, est le fils du légendaire Skjöld (fondateur de la dynastie des Skjöldungs et un des fils du dieu Odin selon la légende) et de la déesse (asyne) Gefjon.
Selon certaines sources, son arrière-arrière grand-mère est peut-être Hilda Heidreksdatter, la fille de Heidrek.

## Famille

### Mariage et enfants
Avec une femme inconnue, il eut :
- Olaf le Humble ;
- Ölof.